# Remington (Wirginia)
Remington – miasto w Stanach Zjednoczonych, w stanie Wirginia, w hrabstwie Fauquier.